# Yves Simon (artiste)
Pour les articles homonymes, voir Yves Simon et Simon.
Yves Simon est un auteur-compositeur-interprète et écrivain français, né le 3 mai 1944 à Choiseul (Haute-Marne).

## Biographie

### Enfance
Yves Simon naît le 3 mai 1944 dans l'ancien presbytère à Choiseul (Haute-Marne). Son père est cheminot à Contrexéville (Vosges), sa mère est serveuse, puis infirmière. Ses parents lui offrent un accordéon diatonique à l'âge de 8 ans. Adolescent, il est guitariste soliste d'un groupe de Nancy nommé « Korrigans nancéiens ».
À l'âge de 16 ans, fasciné par le chanteur Salvatore Adamo qui vient de remporter la finale d'un concours, il concrétise alors son rêve de devenir auteur et interprète à l'âge de 17 ans.
Il fréquente le lycée de Mirecourt, et après avoir obtenu le baccalauréat, il s'inscrit à la faculté de lettres de Nancy. À 19 ans, il monte à Paris pour s'inscrire à l'université et dans la classe préparatoire du lycée Voltaire pour tenter le concours d'entrée à l'IDHEC (l'école de cinéma). Après un diplôme de lettres, il part voyager en Europe et aux États-Unis.

### Carrière

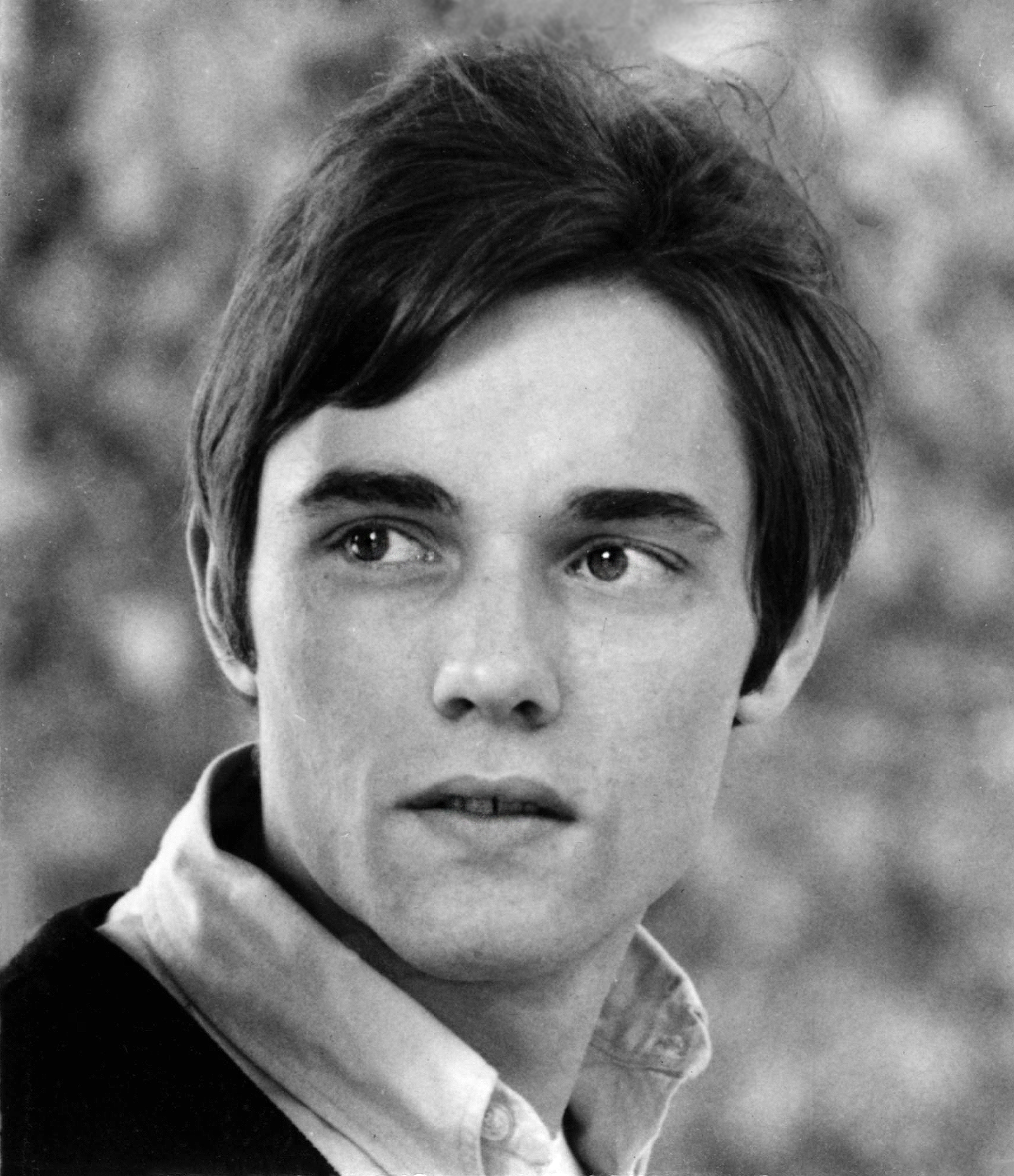
Yves Simon en 1967. Photo d'identité (Sacem).

En 1967, il enregistre deux 45 tours (Ne t'en fais pas petite fille et T'as pas changé tu sais) et un 33 tours (Ne t'en fais pas petite fille). En 1969, il enregistre La Planète endormie. Ces enregistrements passent relativement inaperçus, malgré le succès de la chanson Ne t'en fais pas petite fille.
Parallèlement, il écrit des romans. En 1971, paraît Les jours en couleurs, puis L'Homme arc-en-ciel, qui sont des succès. Il travaille pour le magazine Actuel et pour la radio Europe 1.
En 1972, il sort un 45 tours : Les Gauloises bleues. Il fait la première partie de Georges Brassens avec Maxime Le Forestier, Jean-Michel Caradec et Philippe Chatel. En 1973 il voyage, et traverse les États-Unis en stop.
Vient ensuite l'album Au pays des merveilles de Juliet, avec certains titres comme : Les Gauloises bleues, Les Bateaux du métro ou Rue de la Huchette. 
En 1975, il publie un roman dont l'histoire est quelque peu erratique : Transit-Express.
Fin 1977, il abandonne la scène, qui lui prend trop de temps et d'énergie.
En 1977, il est l'auteur-compositeur de la bande originale du film Diabolo menthe, notamment de la chanson-titre, Diabolo menthe.
En 1983, il publie un roman plus classique dans sa forme et d'inspiration autobiographique : Océans.
En 1986, il écrit quatre textes pour Rose Laurens sur son album Écris ta vie sur moi : Night and Day, Profession Reporter, Partir et J’étais au rendez-vous.
Yves Simon produit le 45 tours de Patrick Dewaere. Il continue de composer avec un rythme moins soutenu et se consacre à la littérature.
En 1988, il publie le roman Le voyageur magnifique qui est couronné du Prix des libraires.
Il publie La Dérive des sentiments, c'est un best-seller qui va être traduit en dix-huit langues et couronné par le prix Médicis en 1991.
Il se fait de plus en plus rare à la télévision. En 1999, il publie Intempestives qu'il produit avec Michel Cœuriot. L'album est caractérisé par des arrangements orchestraux et le mélange de sonorités rock, classiques et arabisantes. Au niveau des textes, Yves Simon se montre engagé dans les problèmes de son temps. Il raconte le sort des femmes afghanes prisonnières des talibans de Kaboul (Les Souffrantes), il prend position en faveur de l'étudiante criminelle Florence Rey (Pardonnez), il évoque la vie dans les banlieues (Des cités des pleurs), parle du dialogue entre l'Orient et l'Occident. D'autres chansons ont une inspiration plus personnelle (Je te prie d'oublier). Je me souviens est un hommage à Georges Perec.
En 2007, il publie Rumeurs. En juillet 2007, il se produit sur scène après trente ans d'absence aux Francofolies de La Rochelle, puis de Spa.
Le 12 mars 2008, trente ans après, il remonte sur les planches de l'Olympia, pour un concert de plus de deux heures où s’enchaînent principalement les titres de son dernier album, mais aussi les classiques que sont Amazoniaque, J’ai rêvé New York, Diabolo menthe et Au pays des merveilles de Juliet. Très à l’aise, il rend hommage à ses influences : Georges Brassens, Serge Gainsbourg, Bob Dylan, The Rolling Stones et The Beatles. Serge Perathoner, fidèle compagnon, est au piano et claviers.
En 2011, il est un des membres du jury du prix Françoise-Sagan. Il publie Un homme ordinaire dédié à son père.
En 2014, Christine and the Queens reprend sa chanson Amazoniaque et lui envoie une maquette. Il la fait écouter au patron de Because Music qui lui propose de faire un album de reprises et de quitter Barclay, sa maison de production,.
En 2018 sort un double CD Génération(s) éperdue(s) constitué d'une part du concert à l'Olympia de 2008 et d'autre part de reprises de ses grands classiques par des chanteurs de la nouvelle génération : Christine and the Queens, Woodkid, Clou, Flavien Berger, SoKo, Moodoid, Juliette Armanet, Lilly Wood And The Prick, ou encore Radio Elvis.

### Vie privée
Il a été le compagnon de la comédienne Pascale Rocard, puis, jusqu'à 2015, celui de la peintre, photographe et actrice Patrice-Flora Praxo, à qui il a consacré les titres La Métisse et Patrice sur l'album Rumeurs. Il loue le même appartement place Dauphine à Paris depuis quarante ans.

## Discographie

### Premiers 45 tours
- 1967 :
  - Ne t'en fais pas petite fille
  - T'as pas changé tu sais
- 1968 :
  - Éventualités / Lettre à mon père
  - Des glaçons dans mon dos / Aime-moi aime-moi
- 1970 : Je volais son âme

### Albums studio
Note : Yves Simon considère que Rumeurs est son douzième album studio et fait donc remonter ses débuts discographiques à l'album studio de 1973.

### Bandes originales de films
- 1977 : Diabolo menthe de Diane Kurys
- 1980 : Cocktail Molotov de Diane Kurys
- 1981 : Le Sud de Philippe Monnier (téléfilm)
- 1982 : Après tout ce qu'on a fait pour toi de Jacques Fansten (téléfilm)
- 1992 : Après l'amour de Diane Kurys

### Participations
- 1979 : Album collectif Émilie Jolie
- 1997 : Spectacle annuel des Enfoirés Le Zénith des Enfoirés
- 1998 : Spectacle annuel des Enfoirés Les Enfoirés en cœur
- 2008 : Duo Ma tête sur l'album Le Bal des gens bien de Salvatore Adamo
- 2010 : Album EmilyandIwe d'Emmanuel Tugny

## Filmographie
- 1974 : Erica Minor de Bertrand Van Effenterre : Stéphane, l'ami de Claude

## Publications
- 1971 :
  - Les Jours en couleurs
  - L'Homme arc-en-ciel
- 1973 : Bagdad-sur-Seine / Photographies de Daniel Boudinet
- 1975 : Transit-Express
- 1978 : L'Amour dans l'âme
- 1983 : Océans
- 1985 : Tard dans la nuit / hors commerce, tiré à 1 000 exemplaires.
- 1987 : Le Voyageur magnifique (prix des Libraires 1988).
- 1988 :
  - Jours ordinaires (carnets)
  - Un autre désir (chansons)
- 1990 : Les Séductions de l'existence (François Bott / Dominique Grisoni / Roland Jaccard / Yves Simon)
- 1991 : La Dérive des sentiments (prix Médicis 1991).
- 1992 : De la volupté et du malheur d'aimer (François Bott / Dominique Grisoni / Roland Jaccard / Yves Simon)
- 1993 : Sorties de nuit (carnets)
- 1996 : 
  - Le Prochain Amour
  - Le Temps des Clans : Irène et l'origine du monde, p. 70-77 (nouvelle)
- 1997 :
  - La Ruée vers l'infini
  - Un instant de bonheur
  - Paravents de pluie / Photographies de André Mérian
- 1998 : La Messagère amoureuse (nouvelle)
- 2000 :
  - Le Souffle du Monde
  - Paris aquarelles / dessins de Fabrice Moireau (2019, 4ème édition)
- 2001 :
  - La Voix perdue des hommes
  - L'Enfant sans nom (ouvrage pour la jeunesse)
- 2003 : La Manufacture des rêves
- 2004 :
  - Les Éternelles
  - Lou Andreas-Salomé (Destins)
- 2005 : La Ruée vers l'infini (2)
- 2006 : 
  - Les Novices
  - Le monde et caetera, chroniques 1992-2005 (essai)
- 2007 :
  - Je voudrais tant revenir
  - Épreuve d'artiste, dictionnaire intime (essai)
- 2009 : Jack London (essai)
- 2011 :
  - La Compagnie des femmes (prix Erckmann-Chatrian 2011)
  - Un homme ordinaire (récit)
- 2017 : Génération(s) éperdue(s) (recueil)

## Distinctions

### Hommages
- Le 22 juin 2013, une place Yves-Simon est inaugurée à Contrexéville[11].
- Le 13 décembre 2022, il reçoit le prix spécial de la Sacem à la maison de la Radio et de la Musique[12].

### Décorations
- Officier de la Légion d'honneur Il est promu officier par décret du 13 juillet 2006[13]. Il a été fait chevalier par décret du 13 juillet 1994[14].
- Commandeur de l'ordre national du Mérite Il est promu commandeur par décret du 2 mai 2017[15]. Il était officier du 10 novembre 1998.
- Officier de l'ordre des Arts et des Lettres Il est promu au grade d’officier le 23 mars 2017[16].